# Rioja (Almeria)
Rioja és una localitat de la província d'Almeria, Andalusia. L'any 2006 tenia 1.363 habitants i l'any 2024 en tenia 1.612. La seva extensió superficial és de 36 km² i té una densitat de 37,8 hab/km². Les seves coordenades geogràfiques són 36° 56′ N, 2° 27′ O. Està situada a una altitud de 122 metres i a 13 quilòmetres de la capital de la província, Almeria.

## Demografia
| 1996  | 1998  | 1999  | 2000  | 2001  | 2002  | 2003  | 2004  | 2005  | 2006  |
| ----- | ----- | ----- | ----- | ----- | ----- | ----- | ----- | ----- | ----- |
| 1.180 | 1.185 | 1.186 | 1.191 | 1.199 | 1.213 | 1.213 | 1.278 | 1.329 | 1.363 |